# Stethojulis bandanensis
Stethojulis bandanensis es una especie de peces de la familia Labridae en el orden de los Perciformes.

## Morfología
Los machos pueden llegar alcanzar los 15 cm de longitud total.

## Distribución geográfica
Se encuentra desde el este del Índico hasta el oeste de Australia (incluyendo la Isla de Navidad y el Mar de Andaman) , desde el Japón hasta Nueva Gales del Sur (Australia) y el Pacífico oriental (incluyendo Clipperton e Islas Galápagos ).